# Fransgökbi
Fransgökbi (Nomada stigma) är en biart som beskrevs av Fabricius 1804. Fransgökbi ingår i släktet gökbin och familjen långtungebin.

## Beskrivning
Ett 8 till 12 mm långt bi, honan är vanligen större än hanen. Ansiktet har rödbruna teckningar hos honan, gula hos hanen. Även antenner, ben och bakkroppen är röda, på bakkroppen är dock den bakre delen av den första tergiten svart. Även tergit 4 har ofta ett svart tvärband, och tergiterna 3 och 5 svarta fläckar på sidorna. På den 5:e tergitens bakkant har honan ett kraftigt, yvigt hårband. Teckningen på bakkroppen varierar över huvud taget förhållandevis mycket.

## Ekologi
Fransgökbiet bygger inga egna bon, utan larven lever som boparasit hos framför allt märgelsandbiet (Andrena labialis), som bygger sina bogångar i oftast lerblandad jord (gamla lertag och märgelgravar), men även vägrenar med kalk- och sandjord. Det är den enda värdart som biet har konstaterats utnyttja i Norden. Det är emellertid troligt att även andra sandbin tjänar som värdar, som Schencks sandbi (Andrena schencki), Andrena decipiens, Andrena fimbriata och Andrena flavilabris. Även Andrena taraxaci och slåttersandbi (Andrena humilis) har föreslagits som möjliga värdar. Fransgökhonan lägger ägg i värdens larvbon, där fransgökets larv dödar värdägget eller -larven och lever på det insamlade matförrådet. Arten håller till i samma habitat som värdarterna: Förutom ovanstående för [märgelsandbi, det vill säga lertag, märgelgravar och vägrenar, utnyttjar den även dikesrenar, sand- och grustäkter samt flodstränder.
De delpopulationer som endast utnyttjar märgelsandbi som värd får bara en generation per år, precis som värdbiet, men åtminstone de delpopulationer som utnyttjar Andrena decipiens, som självt har två generationer per år, får två generationer per år.
Fransgökbiet har endast setts hämta nektar hos gråfibbla, men det är troligt att även andra växter tjänar som födokällor.

## Utbredning
Fransgökbiet förekommer i större delen av Europa, samt Nordafrika och delar av Asien; från Algeriet och Iberiska halvön i söder till södra Norden i norr, och från Nederländerna i väster via Ukraina och Ryssland till östra Sibirien, samt via Turkiet till Kazakstan.
I Sverige är biet en nyupptäckt art; det iakttogs första gången 2005 i Veinge i Halland. Det har sedan påträffats på flera lokaler upp till södra Svealand, och det antas att arten har funnits en längre tid i landet. Den är sedan 2010 rödlistad som nära hotad ("NT") i Sverige.                                                         
I Finland är arten nationellt utdöd ("RE") sedan 2010; 2000 var den klassificerad som akut hotad ("CR"), och observerades senast (på 1950- och 1960-talen) i Södra Karelen och Södra Savolax.

## Taxonomi
Vissa forskare delar in arten i fyra underarter:
- Nomada stigma stigma Fabricius, 1804
- Nomada stigma cypricola Mavromoustakis, 1955
- Nomada stigma villipes Stöckhert, 1930
- Nomada stigma obscurata Schmiedeknecht, 1882